# Martín Díaz
Martín Damián Díaz Peña (nacido el 17 de marzo de 1988 en Montevideo), es un futbolista uruguayo que juega como defensor central. 

## Selección nacional
Díaz fue internacional con la selección uruguaya sub-17, donde participó en el Campeonato Mundial Sub-17 de la FIFA 2005, torneo donde fue el capitán del equipo.

## Clubes
| Club                  | País      | Año           |
| --------------------- | --------- | ------------- |
| Defensor Sporting     | Uruguay   | 2006 - 2009   |
| Rentistas             | Uruguay   | 2007          |
| Dinamo de Bucarest    | Rumania   | 2009          |
| Defensor Sporting     | Uruguay   | 2010          |
| CD Bajadoz            | España    | 2010 - 2012   |
| Montevideo Wanderers  | Uruguay   | 2012 - 2014   |
| Atlético Rafaela      | Argentina | 2014 - 2015   |
| Liverpool             | Uruguay   | 2016 - 2017   |
| NorthEast United      | India     | 2017 - 2018   |
| Pune City             | India     | 2018 - 2019   |
| Racing Club           | Uruguay   | 2019-2020     |
| Cultural Santa Rosa   | Perú      | 2021          |
| Deportivo Llacuabamba | Perú      | 2022          |
| Bella Vista           | Uruguay   | 2023-presente |